# アイス・エイジ4/パイレーツ大冒険
『アイス・エイジ4/パイレーツ大冒険』（Ice Age: Continental Drift）は、スティーヴ・マーティノとマイケル・サーマイヤー監督による2012年のアメリカ合衆国の3Dコンピュータアニメーション・アドベンチャー・コメディ映画である。脚本はマイケル・バーグとジェイソン・フックス、声の出演はレイ・ロマーノ、ジョン・レグイザモ、デニス・リアリー、クィーン・ラティファ、ショーン・ウィリアム・スコット、ジョシュ・ペック、ジェニファー・ロペス、キキ・パーマー、ピーター・ディンクレイジ、ワンダ・サイクス、ドレイク、ニッキー・ミナージュらである。
『アイス・エイジ』シリーズの4作目で、ブルースカイ・スタジオ製作、20世紀フォックス配給である。シリーズでは初めてカルロス・サルダーニャが監督していない。
同時上映ではザ・シンプソンズの短編アニメーション「マギーの託児所大作戦」が上映された。(全米公開のみ)

## 声の出演
| 役名               | 俳優                             | 日本語吹替 |
| ------------------ | -------------------------------- | ---------- |
| マニー             | レイ・ロマーノ                   | 山寺宏一   |
| シド               | ジョン・レグイザモ               | 太田光     |
| ディエゴ           | デニス・リアリー                 | 石塚運昇   |
| スクラット         | クリス・ウェッジ                 | 原語版流用 |
| キャプテン・ガット | ピーター・ディンクレイジ         | 内田直哉   |
| シーラ             | ジェニファー・ロペス             | 杉村理加   |
| グラニーばあちゃん | ワンダ・サイクス                 | 土井美加   |
| エリー             | クイーン・ラティファ             | 豊口めぐみ |
| ピーチ             | キキ・パーマー                   | 的場加恵   |
| クラッシュ         | ショーン・ウィリアム・スコット   | 永澤菜教   |
| エディ             | ジョシュ・ペック                 | 片桐真衣   |
| ルイス             | ジョシュ・ギャッド               | 中國卓郎   |
| イーサン           | ドレイク                         | 田村真     |
| ステフィー         | ニッキー・ミナージュ             | 長尾雅世   |
| カティー           | ヘザー・モリス                   | 安倍里紗   |
| メハン             | エリー・ロマーノ                 | ???        |
| スクイント         | アジズ・アンサリ                 | 北沢洋     |
| マーシャル         | ベン・グレイブ                   | 北沢洋     |
| フリン             | ニック・フロスト                 | 朝倉栄介   |
| ファンガスおじさん | エディー・トゥイーティー・ステロ | 朝倉栄介   |
| ラズ               | レベル・ウィルソン               | 高乃麗     |
| ユーニス           | ジョイ・ベハー                   | 高乃麗     |
| グプタ             | クナル・ネイヤー                 | 島﨑信長   |
| サイラス           | アラン・ジャバ                   | 矢野正明   |
| サイレン           | エスター・ディーン               | 東郷真理   |
| アリスクラットル   | パトリック・スチュアート         | 塾一久     |
| ダンブ             | ジェイソン・フリキオン           | 塾一久     |
| ミルトン           | アラン・テュディック             | 塾一久     |
| ファビオ           | アラン・テュディック             | 長井秀和   |
| スクラッティ       | キャレン・ディッシャー           | 原語版流用 |
| バック             | サイモン・ペグ（カメオ出演）     | 岩崎ひろし |

### 日本語版制作スタッフ
- 演出：中野洋志
- 翻訳：中村久世
- 録音：三谷佳奈美（オムニバス・ジャパン）、渡邉邦昭（スタジオ・ユニ）
- 日本語版制作：ACクリエイト株式会社

## 製作
2010年1月10日、『ニューヨーク・タイムズ』はブルースカイ・スタジオが4作目を企画し、声優たちと交渉をしていることを報じた。同年5月5日、20世紀フォックスは『Ice Age: Continental Drift』を2012年7月13日に公開することを発表した。

### サウンドトラック
サウンドトラックはジョン・パウエルが手がけ、2012年7月10日に発売された。
| #         | タイトル                   | 作詞  | 作曲・編曲 | 時間 |
| --------- | -------------------------- | ----- | ---------- | ---- |
| 1.        | 「Morning Peaches」        |       |            | 2:22 |
| 2.        | 「Schism」                 |       |            | 2:28 |
| 3.        | 「Storm」                  |       |            | 3:50 |
| 4.        | 「No Exit Gutt」           |       |            | 5:37 |
| 5.        | 「Escape from Captivity」  |       |            | 3:02 |
| 6.        | 「New Loves」              |       |            | 4:50 |
| 7.        | 「Hydraxes / Prison Talk」 |       |            | 2:57 |
| 8.        | 「Diversion」              |       |            | 3:57 |
| 9.        | 「Pirating the Pirates」   |       |            | 4:37 |
| 10.       | 「Teen Cave」              |       |            | 4:42 |
| 11.       | 「Sirens」                 |       |            | 2:35 |
| 12.       | 「Land Bridge Trap」       |       |            | 8:22 |
| 13.       | 「Herd Reunion」           |       |            | 3:08 |
| 14.       | 「Scrat's Fantasia」       |       |            | 5:30 |
| 合計時間: | 合計時間:                  | 57:57 |            |      |

テーマ曲としてザ・ウォンテッド歌唱の「Chasing the Sun」、エスター・ディーン作曲、クィーン・ラティファ、ジェニファー・ロペス、ニッキー・ミナージュ、ドレイク, キキ・パーマー、エスター・ディーン歌唱の「We Are」が使われた。

## 興行収入
2012年9月28日までに北米で1億5866万8779ドル、その他の国々で6億8126万8614ドル、全世界で8億3993万7393ドルを売り上げた。また、世界興行収入は歴代で30位、2012年では『アベンジャーズ』、『ダークナイト ライジング』に次いで3位、アニメ映画としては同年1位である。また『アイス・エイジ』シリーズとしては2番目に高く、歴代のアニメ映画では6位の成績である。